# 文化放送A&G DREAM SQUARE
文化放送A&G DREAM SQUARE（ぶんかほうそうえーあんどじーどりーむすくえあ）は、文化放送で放送されていた、週代わりのスペシャルプログラムのラジオ番組。過去に文化放送A&Gゾーンで放送されていた番組の復活版を中心に、A&G関連のスペシャル番組を毎週週代わりで放送する単発特別番組枠である。放送局は文化放送のみで関東ローカル。2006年10月7日深夜（8日未明）放送開始。2007年3月31日放送終了。

## 放送時間
- 文化放送：毎週土曜日27:00 - 28:00（日曜日3:00 - 4:00）

## 概要
文化放送のアニラジは、1991年4月にスタートし、すでに15年になり、この間には、数々の番組が生まれていった。この時間は、終了した番組の復活バージョンや、現行番組の拡大スペシャルなどを放送した。

## 放送された番組
- 「小野坂昌也、振り出しに戻る。」（2006年10月7日）
  - パーソナリティ：小野坂昌也・板東愛
- 「久川綾のSHINY NIGHT 2006」（2006年10月14日）
  - パーソナリティ：久川綾
  - ゲスト：井上喜久子
- 「ランダム放送 〜俺たち司会やってまーす〜」（2006年10月21日）
  - パーソナリティ：前田登（はりけ〜んず）・鷲崎健・やまけん
- 「井上喜久子のどうする!?17歳」（2006年10月28日）
  - パーソナリティ：井上喜久子
- 「電撃大作戦・あと一発だけいいですか?」（2006年11月4日）
  - パーソナリティ：田中真弓・笠原留美
  - ゲスト：松野太紀
- 「三石琴乃・エーベルナイツ2006」（2006年11月11日）
  - パーソナリティ：三石琴乃・小林晃子・今村良樹
  - ゲスト：大月俊倫プロデューサー（キングレコード）
- 「まさや・ばんばん 蔵出し大吟醸(仮)」（2006年11月18日）
  - パーソナリティ：小野坂昌也・板東愛
- 「松来未祐と金田朋子のRADIOデコピンないと2.5」（2006年11月25日）
  - パーソナリティ：松来未祐・金田朋子
- 「電撃G's Radio2006」（2006年12月2日）
  - パーソナリティ：桑谷夏子・望月久代
- 「じっくりKOTOKOと...」（2006年12月9日、16日）
  - パーソナリティ：KOTOKO
- 「サチと愛未の“海のサチ”」（2006年12月23日、30日）
  - パーソナリティ：タイナカサチ・愛未(樹海)
- 「Radio@Lantis」（2007年（平成19年）1月6日、13日、20日、27日）
  - パーソナリティ：影山ヒロノブ・［1月6日、13日 美郷あき］・［20日、27日 橋本みゆき］
- 「神田朱未のBitter Sweet Saturday」（2007年2月3日、10日、17日、24日）
  - パーソナリティ：神田朱未
  - ゲスト：［2月3日 堀江由衣］・［10日 木村まどか］・［17日 たかはし智秋］・［24日 浅野真澄］
- 「Victor Spring Magazine」（2007年3月3日、10日、17日、24日）
  - パーソナリティ：(Part1) 清水愛・三宅健太、(Part2) 東地宏樹・井口裕香・阿澄佳奈
- 「CLUB db 2007」（2007年3月31日） 
  - パーソナリティ：桑島法子